# Joannicius di Alessandria
Papa Joannicius o Joannicio (in greco Ιωαννίκιος; ... – 15 settembre 1657), è stato papa e patriarca greco-ortodosso di Alessandria e di tutta l'Africa tra il 1645 e il 1657.
Era il metropolita di Berea in Macedonia prima di essere trasferito alla sede di Alessandria dopo la morte di Niceforo. Mentre secondo fonti antiche il suo patriarcato iniziò nel 1642, le fonti più moderne stabiliscono il periodo tra il 1645 e il 1657.
Secondo le succitate fonti antiche, nel 1643 sottoscrisse una lettera con cui il patriarca ecumenico Partenio redasse una confessione di fede delle Chiese orientali.
Joannicio ebbe grandi controversie con i monaci del Sinai ai quali arrivò a interdire la celebrazione dei sacramenti nel loro monastero alessandrino. Le tensioni richiesero l'intervento del sultano Mohammed IV in favore dei sinaiti.
Morì di peste il 15 settembre 1657.